# Deh Sabz (huyện)
Dih Sabz là một huyện thuộc tỉnh Kabul, Afghanistan. Dân số thời điểm năm 1999 là 43,27 người.